# B-260 Chita
El B-260 Chita fue un submarino de la clase Kilo (Proyecto 877) de la Armada rusa en servicio entre 1981 y 2013, que se hundió en 2019 mientras era remolcado para su desmantelamiento.

## Hundimiento

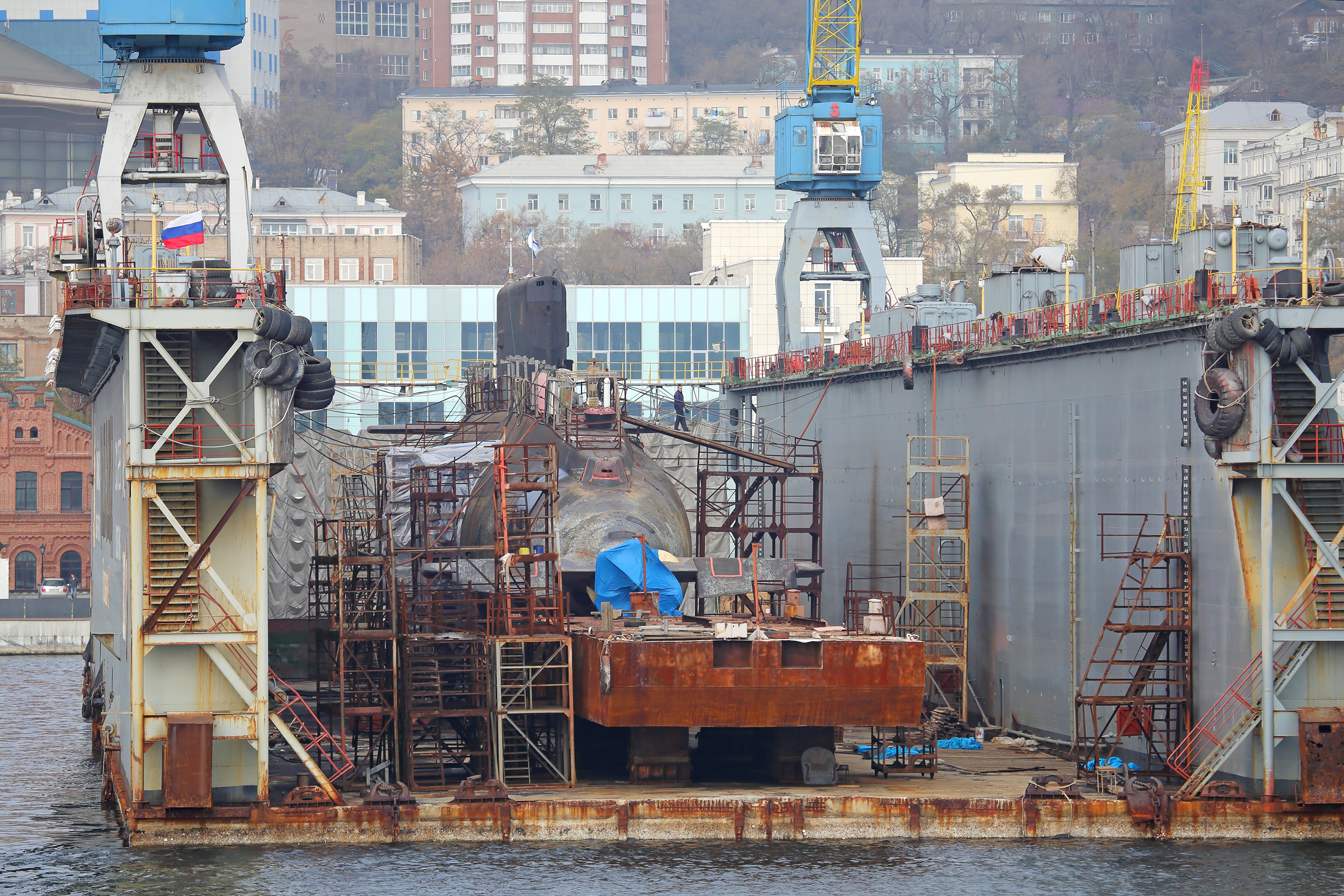
El Chita quedó amarrado en el astillero de Dalzavod en 2014

En noviembre de 2019, el submarino Chita fue entregado a la empresa JSC MPZ Askona para su desguace y desmantelamiento. 
El 11 de diciembre, el submarino estaba siendo remolcado por el remolcador Lazurit desde Vladivostok hasta el astillero de desmantelamiento en Nakhodka en malas condiciones meteorológicas. Durante el tránsito, mientras se encontraba en el Mar de Japón, la popa del submarino se hundió y quedó apoyada en el fondo marino. 
El remolcador se desprendió y ancló cerca, y como el submarino Chita no estaba tripulado y no llevaba combustible, no hubo víctimas en el incidente. Se afirmó que el submarino iba a ser reflotado para continuar hasta el astillero de desmantelamiento.